# Griffonia simplicifolia
Griffonia simplicifolia ou Bandeiraea simplicifolia Benth é um arbusto nativo da África Central e África Ocidental. Cresce aproximadamente 3 m, tem flores esverdeadas e casca preta. As sementes da planta são usadas como suplemento, pois possuem rica quantidade de 5-hidroxitriptofano.